# Finmare
La Finmare Società Marittima Finanziaria era la società del Gruppo IRI che operava nel settore dei servizi marittimi.

## Storia

### Origini
Nacque nel 1936 all'interno di un progetto statale di riorganizzazione e razionalizzazione dei servizi marittimi, con il compito di coordinare, indirizzare ed assicurare con adeguati mezzi finanziari l'attività delle società di navigazione Italia di Navigazione, Lloyd Triestino, Adriatica di Navigazione e Tirrenia di Navigazione, anch'esse costituite nel 1936 e delle quali la Finmare assunse la maggioranza azionaria, a mezzo dell'IRI, in rappresentanza e per conto, del Ministero del Tesoro.
Lo scopo della sua nascita era quello di assumere la partecipazione azionaria delle Società di Navigazione, di coordinarle e di prestare opportuna assistenza finanziaria. Nel corso degli anni ha fondato o posseduto altre compagnie di navigazione importanti, quali ad esempio, dal 1956 al 1996 la Sidermar.

### Liquidazione
La data della chiusura operativa fu il 31 dicembre 1998.